# Vlak heelal

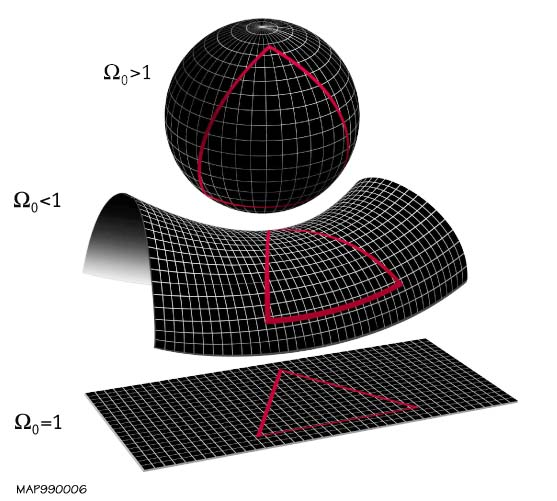
Een vlak heelal (onderaan)

Een vlak heelal is een heelal dat op grote schaal beschreven kan worden met de Euclidische meetkunde. De uitbreidingssnelheid voor een vlak heelal is precies zo groot dat ze nadert tot nul en het heelal nooit samen zal trekken. De microgolfmetingen van de WMAP, waarvan de resultaten in 2003 beschikbaar kwamen wijzen met zeer grote precisie op een vlak heelal. De hypothese van de kosmische inflatie is in staat te verklaren waarom het heelal zo vlak en uniform is en ook een lage entropie heeft.

## Ruimtekromming
In de Euclidische meetkunde wordt gesteld dat de som van de hoeken van een driehoek 180° is. Wanneer een driehoek op het aardoppervlak getekend zou worden is de som van de hoeken groter dan 180° doordat de aarde een bol is. Voor het bepalen van scheeps- of vliegtuigkoersen wordt dan ook gebruikgemaakt van boldriehoeksmeting.
De wiskunde van gekromde ruimten wordt beschreven met de niet-Euclidische elliptische meetkunde. De basis voor dit werk werd gelegd door Carl Friedrich Gauss en ze is verder ontwikkeld door Bernhard Riemann tot een volledige beschrijving van gekromde ruimten.
Het Theorema egregium van Gauss stelt dat de kromming van een oppervlak beschreven kan worden zonder de oriëntatie in de driedimensionale ruimte te betrekken. Dit theorema werd uitgebreid door Riemann, zodat vastgesteld kan worden wat de kromming van een n-dimensionale ruimte is, zonder dat men zich hoeft te bekommeren om de n+1'de dimensie. Deze kromming kan wiskundig ook beschreven worden voor ruimtes met meerdere dimensies.

## Algemene relativiteitstheorie
In de algemene relativiteitstheorie is dit de vierdimensionale Minkowski-ruimte. De kromming van het heelal als geheel volgde al spoedig uit de theorie, aangezien een statisch heelal met een massaverdeling zoals waargenomen positief gekromd moet zijn en dus zoals een bol in zichzelf terugkeert en een eindig volume moet hebben. De Nederlandse astronoom Willem De Sitter en Albert Einstein ontwikkelden na het falen van het idee van een statisch heelal een kosmologisch model dat uitging van een uitdijend en euclidisch heelal dat voldeed aan het kosmologische principe: Het Einstein-De Sittermodel.
In het algemeen moeten, als de algemene relativiteitstheorie correct is en het kosmologische principe een correcte aanname is, kosmologische modellen voldoen aan de Friedmann-vergelijking. Het Einstein-De Sitter model is een eenvoudige oplossing van deze vergelijking.

## Metingen
De belangrijkste en nauwkeurigste metingen zijn gedaan met de WMAP en hadden als resultaat dat ons heelal opvallend uniform blijkt in alle richtingen, volkomen vlak op kosmische schaal en een leeftijd heeft van 13,7 miljard jaar +/- 1%. De leeftijd volgens het Einstein-De Sittermodel is rond de 10 miljard jaar, maar vanwege de sterkte en elegantie van het model, waar geen esoterische concepten aan hoeven worden toegevoegd is er nog niet definitief afscheid van genomen. Om de metingen met de WMAP te verklaren wordt aangenomen dat de samenstelling van het heelal als volgt is: 4% normale materie, 23% donkere materie, 73% donkere energie. De donkere materie zou verantwoordelijk zijn voor de veel grotere omloopsnelheden van sterrenstelsels dan volgens de totale massa van het stelsel op grond de hoeveelheid gas, plasma en het aantal en type sterren mogelijk zou zijn. Deze materie is niet door middel van elektromagnetische interacties waar te nemen. De donkere energie wordt verantwoordelijk gehouden voor de versnelde uitdijing van het heelal.

## Big-Bangmodellen
Er zijn verschillende Big-Bangmodellen en op het ogenblik is de hypothese van de kosmische inflatie, een extreem snelle expansie van het heelal in de allereerste fase, zeer populair aangezien hij vele hoedanigheden van ons heelal verklaart, met inbegrip van het gebrek aan kromming, de toename van de entropie en de uniformiteit van het heelal.